# Dekanat Kadzidło
Dekanat Kadzidło – jeden z 24 dekanatów w rzymskokatolickiej diecezji łomżyńskiej.

## Parafie
W skład dekanatu wchodzi 8 parafii:
- parafia św. Bartłomieja Apostoła w Baranowie
- parafia św. Michała Archanioła w Czarni
- parafia Najświętszej Maryi Panny Ostrobramskiej Matki Miłosierdzia w Dylewie
- parafia pw. Ducha Świętego w Kadzidle
- parafia Matki Bożej Nieustającej Pomocy w Lelisie
- parafia Najświętszego Serca Jezusowego w Lipnikach
- parafia Najświętszej Maryi Panny Częstochowskiej w Obierwi
- parafia św. Jana Chrzciciela w Wachu.

## Sąsiednie dekanaty
Chorzele, Kolno, Krasnosielc, Łomża – św. Brunona, Myszyniec, Ostrołęka – Nawiedzenia NMP